# Lê Thị Nga
Lê Thị Nga (sinh ngày 20 tháng 12 năm 1964) là một nữ chính khách Việt Nam. Bà hiện là Ủy viên Ủy ban thường vụ Quốc hội Việt Nam, Phó Chủ nhiệm thường trực Ủy ban Dân nguyện và Giám sát của Quốc hội, đại biểu Quốc hội Việt Nam khóa XV thuộc đoàn đại biểu tỉnh Hà Nam.
Bà từng là Chủ nhiệm Ủy ban Tư pháp của Quốc hội Việt Nam khóa XV, Đại biểu Quốc hội các khoá 10, 11 tỉnh Thanh Hóa, khóa 12, 13, 14 tỉnh Thái Nguyên.
Trong Đảng Cộng sản Việt Nam, bà hiện là Ủy viên Ban Chấp hành Trung ương Đảng Cộng sản Việt Nam khóa XIII, Ủy viên Đảng đoàn Quốc hội, thành viên Ban chỉ đạo Cải cách tư pháp Trung ương, thành viên Ban chỉ đạo Trung ương về Phòng chống tham nhũng, tiêu cực

## Xuất thân và gia đình
Bà quê quán ở phường Bắc Hà, thành phố Hà Tĩnh, tỉnh Hà Tĩnh.
Bà hiện cư trú tại quận Cầu Giấy, thành phố Hà Nội.

## Giáo dục
- Giáo dục phổ thông: 12/12
- Cử nhân Luật
- Thạc sĩ Luật
- Cao cấp lí luận chính trị

## Sự nghiệp
Bà gia nhập Đảng Cộng sản Việt Nam vào ngày 29/11/1990.
Khi là đại biểu Quốc hội Việt Nam khóa X (1997-2002), bà kiêm Thẩm phán Tòa án nhân dân thành phố Thanh Hóa, Ủy viên Ủy ban Pháp luật của Quốc hội.
Khi là đại biểu Quốc hội Việt Nam khóa XI (2002-2007), bà kiêm Phó chánh án Tòa án nhân dân thành phố Thanh Hóa.
Bà là Phó chủ nhiệm Ủy ban Tư pháp của Quốc hội, Thành viên Đoàn thư ký kỳ họp Quốc hội khóa XII (2007-2011) và khóa XIII (2011-2016).
Bà hiện là Ủy viên Ủy ban thường vụ Quốc hội, Chủ nhiệm Ủy ban Tư pháp của Quốc hội, Phó Chủ tịch Nhóm nữ nghị sĩ Việt Nam, Chủ tịch Nhóm Nghị sĩ hữu nghị Việt Nam - Ba Lan, Ủy viên Ban Chấp hành Trung ương Đảng Cộng sản Việt Nam khóa XII, Ủy viên Đảng đoàn Quốc hội.
Nơi làm việc: Ủy ban Tư pháp của Quốc hội. Đại biểu chuyên trách: Trung ương

## Đại biểu Quốc hội khóa XIV
Chiều ngày 18 tháng 9 năm 2017, trong phiên họp của Ủy ban thường vụ Quốc hội Việt Nam khóa XIV, bà đề nghị đưa danh sách đại biểu đi họp lên bảng điện tử công khai để cử tri theo dõi. Tuy nhiên, chủ tịch Quốc hội Nguyễn Thị Kim Ngân phản đối đề nghị này.